# میرزا کاظم نظام‌الملک
میرزا کاظم خان نظام‌الملک از رجال و درباریان دوره قاجار و پسر اول میرزا آقاخان نوری (صدراعظم ناصرالدین شاه) بود.

## مناصب
میرزا کاظم خان در سال ۱۲۴۶ قمری از بطن دختر محمدزکی‌خان نوری، وزیر فارس، متولد شد. در سال ۱۲۶۵ در دستگاه استیفا به سمت مستوفی منصوب شد و در سال ۱۲۶۸ قمری به لقب «نظام‌الملک» ملقب گردید. این نخستین بار بود که پس از خواجه نظام‌الملک طوسی وزیر دوران سلجوقی، لقب نظام‌الملک به شخصی تعلق می‌گرفت. در سال ۱۲۷۰ قمری به نیابت صدراعظم (پدرش) رسید و پس از کناره‌گیری میرزا یوسف آشتیانی، رئیس مستوفیان، از ریاست دفتر استیفا، به جای او منصوب شد و از این تاریخ به «شخص دوم مملکت» معروف گشت. پس از عزل پدرش در سال ۱۲۷۵ قمری به همراه او تبعید شد، اما در سال ۱۲۸۱ قمری، پس از فوت صدراعظم، به تهران بازگشت و در سال ۱۲۸۸ قمری به وساطت میرزا حسین خان سپهسالار به عضویت دارالشورای کبری درآمد و در همین سال به ریاست دفتر استیفا تعیین شد. در سال ۱۲۹۰ قمری به حکومت یزد رسید و در سال‌های ۱۲۹۱ و ۱۲۹۳ دوبار با فاصله وزیر عدلیه شد. تا آنکه در ۱۲۹۸ قمری به پشتیبانی کامران میرزا، پسر ناصرالدین شاه، به وزارت لشکر رسید و تا پایان عمر در این مقام باقی بود.

## ازدواج‌ها
نظام‌الملک در ابتدای جوانی، امان گل، دختری ترکمان را به زنی گرفت و از او صاحب پسری به نام عبدالوهاب خان شد. در دوران صدارت امیرکبیر، عزت‌الدوله، خواهر شاه، به صلاحدید مادرش مهدعلیا به ازدواج امیرکبیر درآمده بود. پس از آنکه میرزا آقاخان به صدارت رسید و امیرکبیر مقتول شد، رای مهدعلیا و میرزا آقاخان بر آن قرار گرفت که عزت‌الدوله با نظام‌الملک ازدواج کند. عزت‌الدوله در دورانی که همسر امیرکبیر بود، علاقه و محبت زیادی به او پیدا کرده بود و به سختی تن به ازدواج با نظام‌الملک داد. از این ازدواج دختری به نام زینت‌الملوک متولد شد که در طفولیت درگذشت. پس از عزل میرزا آقاخان، نظام‌الملک به همراه پدرش تبعید شد و عزت‌الدوله را نیز به اجبار از او جدا کردند. از این رو گفته می‌شد که طلاق عزت‌الدوله شرعی نیست و همسران بعدی عزت‌الدوله بر او حرام بوده‌اند.
در سال ۱۲۸۸ قمری امیراصلان خان مجدالدوله، دایی ناصرالدین شاه، درگذشت و نظام‌الملک نیم‌تاج‌خانم بیوه او را که خواهر میرزا حسین خان سپهسالار بود، به زنی گرفت. از این ازدواج پسری به نام ابوالحسن متولد شد. در سال ۱۲۹۴ قمری داوود خان برادر نظام‌الملک درگذشت و بیوه او فاطمه خانم که دختر محمدحسن خان سردار ایروانی و ماه‌رخسارخانم فخرالدوله بود با نظام‌الملک ازدواج کرد. فاطمه خانم تا پایان عمر نظام‌الملک همسر او بود، ولی فرزندی پیدا نکرد و پس از فوت نظام‌الملک با محمدتقی میرزا رکن‌الدوله برادر ناصرالدین شاه قاجار ازدواج کرد.

## ابوالحسن خان و عبدالوهاب خان
نظام‌الملک به ابوالحسن‌خان، پسری که از نیم‌تاج‌خانم داشت، علاقه‌ای نداشت. او پسر دیگرش عبدالوهاب خان را در مناصب خود شریک کرده و موجبات ترقی وی را فراهم می‌آورد، در حالی که نسبت به ابوالحسن خان بی‌تفاوت بود. مشهور بود که نیم‌تاج‌خانم با مردان دیگر ارتباط دارد و نظام‌الملک مکرر می‌گفت که ابوالحسن خان از من نیست. به همین دلیل او را از خود دور کرده بود و این پسر نزد دایی تنی خودش علاءالملک زندگی می‌کرد. ابوالحسن خان در جوانی بسیار زیبا بود و گفته می‌شود سلطان احمد میرزا عضدالدوله پسر فتحعلی‌شاه که به امردان مایل بود، روزی نزد علاءالملک خیره خیره به ابوالحسن خان نگاه می‌کرد و در آخر در وصف او خواند:
| چشم تو به آهوی ختن سخت شبیه است |  | از چشم تو پیداست که مادر به خطایی |

ابوالحسن خان عمر زیادی نیافت و درآغاز جوانی بدرود حیات گفت. پس از او عبدالوهاب‌خان یگانه وارث نظام‌الملک شد.

## ممدوح قاآنی
قاآنی، شاعر معروف دوره ناصرالدین شاه، در دورانی که میرزا آقاخان صدراعظم ایران بود، قصایدی در مدح او و پسرش میرزا کاظم‌خان نظام‌الملک سروده است. شعر زیر نمونه‌ای از ابیات آغازین یکی از این قصیده هاست:
| چو دولت جمع گردد با جوانی  |  | جوان لذت برد از زندگانی     |
| به مانند نظام الملک کاو را |  | خدا هم داده دولت هم جوانی   |
| هنر در گوهر پاکش نهفته     |  | به کردار معانی در مبانی     |
| ز حرص مدح او بی منت لفظ    |  | ز دل هر دم به گوش آید معانی |